# 마이크로 블랙홀
마이크로 블랙홀(영어: micro black hole, quantum mechanical black hole, mini black hole)은 슈바르츠실트 반지름이 양자 크기인 블랙홀이다. 블랙홀의 질량은 슈바르츠실트 반경에 비례하기 때문에 이 종류에 속하는 블랙홀의 질량도 그에 따라 작은 편이지만, 크기가 양자 크기인 것을 감안하면 밀도가 매우 크다.
블랙홀을 설명하는 일반 상대성 이론의 슈바르츠실트 해는 모든 질량의 블랙홀을 허용하지만, 당시에는 이렇게 크기가 극히 작은 블랙홀을 생성하는 현상은 알려져있지 않았기 때문에 존재할 수 없는 것으로 여겨졌다. 하지만 빅뱅 직후의 고에너지 상태에서 발생했을 가능성이 있다.

## 성질
마이크로 블랙홀은 양자 역학적인 효과와 일반 상대성 이론적인 효과를 함께 가지고 있기 때문에 정확히 분석하기 위해서는 양자 중력 이론이 필요하지만, 기존의 양자 역학과 일반 상대성 이론의 범위에서도 어느 정도 성질을 추측할 수 있다.
그 크기 때문에 양자 역학적인 효과가 현저하게 나타나 호킹 복사에 의한 질량 손실을 무시할 수 없으며, 그로 인해 비교적 짧은 시간에 증발한다. 따라서 빅뱅 직후에 마이크로 블랙홀이 탄생했다고 하더라도, 질량이 1.73억톤(반경 0.256펨토미터) 이하인 것은 이미 증발했을 것으로 추측된다. 블랙홀의 증발은 수명이 다할 때까지 그다지 진행되지 않고 마지막이 되어서야 짧은 시간동안 대부분의 질량을 잃기 때문에, 만약 지금까지 마이크로 블랙홀이 지금까지 존재한다면 그 질량과 크기가 일정치 이상이 되어야한다.
만약 초끈 이론으로 예상되는 여분 차원이 존재한다면, 미시적인 세계에서 중력이 역제곱 법칙보다 급격하게 변화하기 때문에 단거리에서의 중력이 매우 강해지기 때문에, 마이크로 블랙홀의 발생은 일반 상대성 이론으로 유도되는 것보다 훨씬 쉬워진다. 낙관적인 예상으로는 LHC의 출력으로 마이크로 블랙홀 생성이 가능한 것으로 알려져있어, 여분 차원의 존재를 실험적으로 검증할 수 있을 것으로 기대되고 있다.
이렇게 크기가 작기 때문에 힘이 약할 것이라고 예상할 수도 있겠지만 이론상으로 지구와 부딪힌다면 거대 크기의 소행성 정도의 위력을 내며 지구를 뚫고 지나갈 것이라고 주장하기도 한다.

## 마이크로 블랙홀에 대한 주장
그리스 크레타 대학 물리학자 테오도레 노마라스와 러시아 국적의 안드레이 미로노프, 알렉세이 모로조프는 강력한 에너지를 띤 우주 광선의 입자가 지구대기권의 분자와 충돌할 때 10㎍ 정도의 초미니 블랙홀이 지구 주변에 발생한다는 이론을 제시했다. 그들은 이 초미니 블랙홀들은 너무나 불안정해 10의 27제곱분의 1초 안에 폭발한다고 주장하였다. 토마라스는 안데스산맥과 타지키스탄의 산에 우주광선 관측자들이 발견한 이상한 현상이 초미니 블랙홀 존재의 근거라고 주장한다.

## 관련 기사
- 연합뉴스 기사

## 같이 보기
- 기묘체